# Gasteruption
Gasteruption (лат.) — род наездников семейства Gasteruptiidae из подотряда стебельчатобрюхие перепончатокрылые насекомые. Около 500 видов.

## Распространение
Всесветное. В Европе около 30 видов. В Турции 36 видов, в Китае 28 видов, в Неотропике 26 видов.

## Описание
Мелкие и среднего размера наездники. Длина 5—20 мм, с длинным и очень тонким в основании брюшком. Метасома прикрепляется высоко на проподеуме. Усики 14-члениковые у самок и 13-члениковые у самцов. Формула щупиков полная: 6,4. В переднем крыле югальная лопасть и радиомедиальная жилка отсутствуют. Паразиты-инкивилины или хищники пчёл и ос (Höppner, 1904; Malyshev, 1966; Carlson, 1979, Jennings and Austin, 2004). Взрослые особи встречаются на цветках зонтичных. По своему образу жизни это вторичные клептопаразитоиды (или predator-inquiline) или эктопаразитоиды (как синоним для термина predator; например, Prinsloo 1985).

## Классификация
В мировой фауне около 500 описанных видов.

### Виды Европы
- Gasteruption assectator (Linnaeus 1758)
- Gasteruption canariae Madl 1991
- Gasteruption diversipes (Abeille de Perrin 1879)
- Gasteruption dolichoderum Schletterer 1889
- Gasteruption erythrostomum (Dahlbom 1831)
- Gasteruption fallaciosum Semenov 1892
- Gasteruption floreum Szépligeti 1903
- Gasteruption forticorne Semenov 1892
- Gasteruption foveiceps Semenov 1892
- Gasteruption freyi (Tournier 1877)
- Gasteruption goberti (Tournier 1877)
- Gasteruption hastator (Fabricius 1804)
- Gasteruption hungaricum Szépligeti 1895
- Gasteruption ignoratum Kieffer 1903
- Gasteruption jaculator (Linnaeus 178) typus
- Gasteruption laticeps (Tournier 1877)
- Gasteruption lugubre Schletterer 1889
- Gasteruption merceti Kieffer 1904
- Gasteruption minutum (Tournier 1877)
- Gasteruption nigrescens Schletterer 1885
- Gasteruption opacum (Tournier 1877)
- Gasteruption ortegae Madl 1991
- Gasteruption paternum Schletterer 1889
- Gasteruption pedemontanum (Tournier 1877)
- Gasteruption psilomma Kieffer 1904
- Gasteruption schossmannae Madl 1987
- Gasteruption subtile (Thomson 1883)
- Gasteruption tournieri Schletterer 1885
- Gasteruption undulatum (Abeille de Perrin 1879)
- Gasteruption variolosum\(Abeille de Perrin 1879)